# 安吉·巴拉德
安吉·巴拉德（英語：Angie Ballard，1982年6月6日—），澳大利亚女子田径运动员。她曾代表澳大利亚参加2000年、2004年、2008年、2012年、2016年和2020年夏季残疾人奥林匹克运动会田径比赛，获得四枚银牌和四枚铜牌。